# Dmitri Olegowitsch Jakowenko
Dmitri Olegowitsch Jakowenko (russisch Дмитрий Олегович Яковенко; * 28. Juni 1983 in Nischnewartowsk) ist ein russischer Großmeister im Schach.

## Werdegang
Jakowenko spielt Schach, seit er drei Jahre alt war. Als Siebenjähriger erreichte er die erste Kategorie und als Vierzehnjähriger den Titel eines Internationalen Meisters. Im Jahr 1999 gewann er in Oropesa del Mar den Titel des Vizemeisters bei der Juniorenweltmeisterschaft bis 16 Jahren, und am gleichen Ort im Jahr 2001 den Juniorenweltmeistertitel bis 18 Jahren.
Im Offenen Turnier in Pardubice im Jahr 2002 erreichte er den geteilten ersten Platz. Im Jahr 2005 war er der überlegene Sieger in Montreal, dann gewann er die Silbermedaille bei der Meisterschaft von Russland. Später erkämpfte er den geteilten ersten Platz bei der Meisterschaft von Moskau 2006, dann folgte die zweite Silbermedaille bei der Landesmeisterschaft (Jakowenko war Sieger nach Feinwertung, unterlag aber im Schnellschach-Finale gegen Jewgeni Alexejew). Anfang 2007 teilte er den zweiten Platz in zwei stark besetzten Turnieren: Corus B in Wijk aan Zee (hinter Pawel Eljanow) und beim Aeroflot Open in Moskau (hinter Jewgeni Alexejew), danach gewann er in Poikowski das Karpow-Turnier.

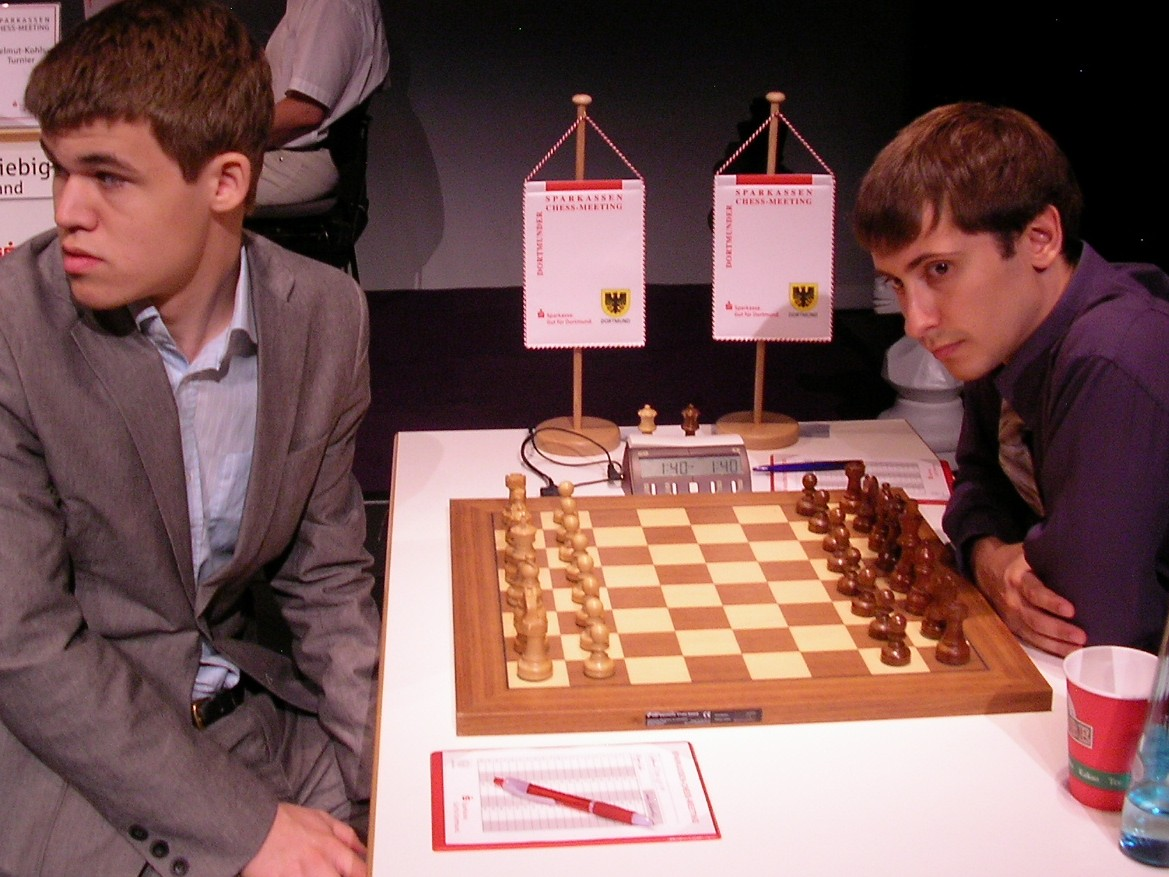
Magnus Carlsen - Dmitri Jakowenko
Dortmunder Schachtage 2009

Bei den Dortmunder Schachtagen 2009, die Wladimir Kramnik gewann, erreichte er einen geteilten zweiten Platz. 2012 gewann er die europäische Einzelmeisterschaft in Plowdiw. Im März 2013 wurde ihm der Ehrentitel Verdienter Meister des Sports Russlands verliehen.
Jakowenko konnte sich für alle Austragungen des Schach-Weltpokals von 2005 bis 2013 qualifizieren, am erfolgreichsten war er 2007 und 2009, als er jeweils das Viertelfinale erreichte. 2014/2015 wurde er für den FIDE Grand Prix nominiert.

## Nationalmannschaft
Jakowenko nahm an drei Schacholympiaden teil, 2008 und 2012 als Reservespieler der russischen Mannschaft, 2010 am Spitzenbrett der dritten Mannschaft Russlands. Er erreichte 2008 und 2012 das beste Einzelergebnis aller Reservespieler. Außerdem nahm er an den Mannschaftsweltmeisterschaften 2010 und 2015 teil, wobei er den Wettbewerb 2010 mit der russischen Mannschaft gewann. Ferner gehörte Jakowenko bei den Mannschaftseuropameisterschaften 2007, 2009 und 2015 zum russischen Aufgebot, dabei gewann er 2007 und 2015 sowohl die Mannschaftswertung als auch die Einzelwertung der Reservespieler, während er 2009 mit der Mannschaft den zweiten Platz erreichte.

## Vereine
Jakowenko gewann die russische Mannschaftsmeisterschaft 2004, 2005, 2007 und 2009 mit Tomsk-400, seit 2010 spielt er für Jugra Chanty-Mansijsk. Mit Tomsk gewann er außerdem 2005 und 2006 den European Club Cup.
In der deutschen Schachbundesliga spielte er in der Saison 2007/08 für den SV Mülheim-Nord, seit der Saison 2014/15 spielt er für den SK Schwäbisch Hall. In Spanien spielte er von 2006 bis 2008 für Cuna de Dragones Ajoblanco Mérida, in Frankreich für Clichy-Echecs 92, mit dem er 2007, 2008, 2013 und 2014 französischer Mannschaftsmeister wurde, in China spielte er 2012 für Chengdu Bank und 2017 für Hangzhou Bank.

## Partiefragment
|   | a | b | c | d | e | f | g | h |   |
| 8 |   |   |   |   |   |   |   |   | 8 |
| 7 |   |   |   |   |   |   |   |   | 7 |
| 6 |   |   |   |   |   |   |   |   | 6 |
| 5 |   |   |   |   |   |   |   |   | 5 |
| 4 |   |   |   |   |   |   |   |   | 4 |
| 3 |   |   |   |   |   |   |   |   | 3 |
| 2 |   |   |   |   |   |   |   |   | 2 |
| 1 |   |   |   |   |   |   |   |   | 1 |
|   | a | b | c | d | e | f | g | h |   |

Der Turm auf b8 ist verloren, aber er verkauft seine Haut so teuer wie möglich.

1. Tb8xc8

Jakowenko holt sich den Läufer auf g7, der Zwischenzug 1. … Lxd4 wäre nicht gut, der Turm e8 fällt mit Schachgebot.

1. … Te8xc8 2. Ld4xg7

Weiß hat eine Figur mehr und einen Vorteil, Schwarz hat aktive Figuren und einen starken Freibauern auf b3.

2. … Tc8–a8 3. Da1–d4 f7–f5 4. Lg7–h6 Ta8–a4 5. Dd4–b2 f5xe4 6. Sf3–d2 Sd7–c5

Akopjans Figuren spielen aktiv mit.

7. Tc1xc5!

Qualitätsopfer, Jakowenko gibt einen Teil des Materials zurück.

7. … d6xc5 8. d5–d6!!

Der Bauer d5, der nach d6 vorstößt, entscheidet.

8. … De7–f7

Nehmen mit Dame geht wegen 9. Dg7# nicht und nach 8. … cxd6 kommt 9. Dxb3+ und der Springer auf b6 fällt.

9. d6xc7 c5–c4 10. Db2–e5 Ta4–a8 11. Sg3xe4 Sb6–d7 12. De5–d4 

Akopjan gab auf.